# Bługowo (gemeente Złotów)
Bługowo is een plaats in het Poolse district  Złotowski, woiwodschap Groot-Polen. De plaats maakt deel uit van de gemeente Złotów en telt 260 inwoners.